# 堀田出入口
堀田出入口（ほりたでいりぐち）は、愛知県名古屋市瑞穂区堀田通にある、名古屋高速3号大高線のインターチェンジ。都心環状方面は入口のみ、大高方面は出口のみ存在する。また出入口は右側 追越車線上にある。

## 歴史
設置区間の高辻出入口から大高出入口が1979年（昭和54年）に開通したのに対し、堀田出入口は1989年（平成元年）開通と遅かった。路線の計画時点で堀田出入口の設置計画はあったが、高辻方面とのみ連絡する構造であるため、最初の開通区間のみでは利用できる距離が短く、他区間の開通まで建設は保留とされた。その後、現在の5号万場線の区間と接続する工事が進捗してから堀田出入口の設置の動きがみられる。1988年3月に説明会が行われ、1989年3月に出口が、同年6月に入口が開通した。

## 接続する道路
- 空港線（名古屋市道堀田高岳線）

## 料金所

### 都心環状方面
- レーン数:2
  - ETC専用:1
  - 一般:1

## 周辺
- 山手グリーンロード
- 熱田神宮
- 名鉄名古屋本線 堀田駅・神宮前駅
- カインズ堀田店
- 愛知みずほ大学瑞穂高等学校

## 利用台数
名古屋市統計年鑑による利用台数の推移
| 1991年（平成3年）度  | 1170774台 |  |
| 1992年（平成4年）度  | 1265810台 |  |
| 1993年（平成5年）度  | 1281398台 |  |
| 1994年（平成6年）度  | 1205087台 |  |
| 1995年（平成7年）度  | 1496260台 |  |
| 1996年（平成8年）度  | 1800622台 |  |
| 1997年（平成9年）度  | 1887065台 |  |
| 1998年（平成10年）度 | 1956801台 |  |
| 1999年（平成11年）度 | 1982803台 |  |
| 2000年（平成12年）度 | 2038461台 |  |
| 2001年（平成13年）度 | 2029336台 |  |
| 2002年（平成14年）度 | 2056616台 |  |
| 2003年（平成15年）度 | 1935427台 |  |
| 2004年（平成16年）度 | 1766883台 |  |
| 2005年（平成17年）度 | 1693333台 |  |
| 2006年（平成18年）度 | 1672514台 |  |
| 2007年（平成19年）度 | 1676154台 |  |
| 2008年（平成20年）度 | 1693243台 |  |
| 2009年（平成21年）度 | 1675270台 |  |
| 2010年（平成22年）度 | 1643665台 |  |
| 2011年（平成23年）度 | 1495261台 |  |
| 2012年（平成24年）度 | 1460025台 |  |
| 2013年（平成25年）度 | 1482666台 |  |

## 隣
名古屋高速3号大高線
(301,311)高辻出入口 - (302,312)堀田出入口 - (303,313)呼続出入口